# 任务管理器
任务管理器可以是用于监视计算机上的进程，程序活动，以及计算机全局状态的系统监视器软件。也可以仅内建于软件之中，用于监视该软件自身活动。
任务管理器可以显示正在运行和已终止运行的后台服务及进程，可以实现终止进程和程序的功能，也能改变进程的优先级。在信息完整的情况下，其可显示后台服务的相关信息（如进程ID和组）。
在Windows系统中，用户可以通过按下组合键Ctrl+Alt+Del，或者组合键Ctrl+⇧ Shift+Esc，来访问系统内建的任务管理器。

## 常见的任务管理器
- 任务管理器，适用于Microsoft Windows
- 活动监视器，适用于Mac OS X（Mac OS X v10.3称为进程查看器）
- ps (Unix)
- top (软件)，大多数类Unix系统上的实用工具，及之后其他人模仿的原型。
- tasklist（英语：tasklist），适用于MS-DOS
- htop，适用于Linux系统
- Anvir，适于Windows，包括免费和专业两种版本。
- GKrellM（英语：GKrellM），适用于BSD，Linux，Solaris，Mac OS X，和Windows。实际上是一个系统监视器（无法杀死进程等）。
- Conky，适用于Linux，FreeBSD和OpenBSD。类似于GKrellM。
- Gnome System Monitor，适用于Linux系统上的Gnome桌面
- KDE System Guard（英语：KDE System Guard）和KTop，适用于KDE 3。
- LxTask，LXDE的任务管理器。也被用于Puppy Linux。
- Remote Task Monitor，适用于Linux，Windows CE设备。
- nmon（英语：nmon），Nigel's Monitor的简写，有许多CPU和O/S架构的移植。
- nmon Analyser（英语：nmon Analyser），nmon数据的分析仪。